# Жак Мьошаль (футболіст)
Жак Мьошаль (фр. Jacques Moeschal; 6 вересня 1900, Уккел, Бельгія — 30 жовтня 1956) — бельгійський футболіст, що грав на позиції нападника. Виступав за національну збірну Бельгії.

## Клубна кар'єра
У дорослому футболі дебютував 1919 року виступами за команду клубу «Расінг Брюссель», кольори якої захищав протягом усієї своєї кар'єри гравця, що тривала цілих вісімнадцять років.

## Виступи за збірну
1928 року дебютував в офіційних матчах у складі національної збірної Бельгії. Протягом кар'єри у національній команді, яка тривала 4 роки, провів у формі головної команди країни 23 матчі, забивши 6 голів.
У складі збірної був учасником футбольного турніру на Олімпійських іграх 1928 року в Амстердамі, чемпіонату світу 1930 року в Уругваї.